# Ferryside
Ferryside är en by i Carmarthenshire i Wales. Byn är belägen 88,3 km 
från Cardiff. Orten har 819 invånare (2016).